# Milaan-San Remo 1930
De wielerwedstrijd Milaan-San Remo 1930 werd gereden op 30 maart 1930. Het parcours van deze 23e editie was 286,5 km lang.  Er waren 143 deelnemers, waarvan 77 de eindstreep haalden. De winnaar legde de afstand af in 9u 43min.

## Verloop
De wedstrijd stond in het teken van de strijd tussen de winnaars van de vorige twee edities, Alfredo Binda en Constante Girardengo, die een zevende zege in deze wedstrijd kon behalen. Binda gaf onderweg echter op na meerdere lekke banden. Het kwam tot een spurt van een veertiental renners, allen Italianen. Winnaar was Michele Mara voor Pio Caimmi, Domenico Piemontesi, Raffaele Di Paco en Constante Girardengo, die als zevenendertigjarige niet was opgewassen tegen zijn jongere landgenoten. Een aantal renners werden samen als zevende geklasseerd dit waren Luigi Giacobbe, Learco Guerra, Antonio Negrini, Riccardo Proserpio en Giovanni Vitali.

## Deelnemende ploegen
| Deelnemende teams | Deelnemende teams | Deelnemende teams | Deelnemende teams |
| ----------------- | ----------------- | ----------------- | ----------------- |
| Bianchi-Pirelli   | Gloria-Hutchinson | Maino-Clément     | Legnano-Pirelli   |
| Dei-Pirelli       | SC Binda Varese   | Wolsit            | Prina-Hutchinson  |
| Génial Lucifer    |                   |                   |                   |

## Uitslag
| Plaats  | Naam                | Ploeg             | Tijd     |
| ------- | ------------------- | ----------------- | -------- |
| Winnaar | Michele Mara        | Bianchi-Pirelli   | 9u43'00" |
| 2       | Pio Caimmi          | Gloria-Hutchinson | z.t.     |
| 3       | Domenico Piemontesi | Bianchi-Pirelli   | z.t.     |
| 4       | Raffaele Di Paco    | Maino-Clément     | z.t.     |
| 5       | Costante Girardengo | Maino-Clément     | z.t.     |
| 6       | Luigi Marchisio     | Legnano-Pirelli   | z.t.     |
| 7       | Luigi Giacobbe      | Maino-Clément     | z.t.     |
| 8       | Learco Guerra       | Maino-Clément     | z.t.     |
| 9       | Antonio Negrini     | Maino-Clément     | z.t.     |
| 10      | Riccardo Proserpio  | Individueel       | z.t.     |
| 11      | Giovanni Vitali     | Individueel       | z.t.     |
| 12      | Pietro Fossati      | Maino-Clément     | z.t.     |
| 13      | Allegro Grandi      | Bianchi-Pirelli   | z.t.     |
| 14      | Fabio Battesini     | Maino-Clément     | z.t.     |
| 15      | Alfonso Crippa      | Bianchi-Pirelli   | +2'30"   |
| 16      | Antonio Pesenti     | Dei-Pirelli       | +5'00"   |
| 17      | Augusto Zanzi       | SC Binda Varese   | +7'00"   |
| 18      | Angelo Rinaldi      | Maino-Clément     | z.t.     |
| 19      | Francesco Camusso   | Gloria-Hutchinson | z.t.     |
| 20      | Giacomo Gaioni      | Bianchi-Pirelli   | 13'30"   |

1907 · 1908 · 1909 · 1910 · 1911 · 1912 · 1913 · 1914 · 1915 · 1916 · 1917 · 1918 · 1919 · 1920 · 1921 · 1922 · 1923 · 1924 · 1925 · 1926 · 1927 · 1928 · 1929 · 1930 · 1931 · 1932 · 1933 · 1934 · 1935 · 1936 · 1937 · 1938 · 1939 · 1940 · 1941 · 1942 · 1943 · 1944 · 1945 · 1946 · 1947 · 1948 · 1949 · 1950 · 1951 · 1952 · 1953 · 1954 · 1955 · 1956 · 1957 · 1958 · 1959 · 1960 · 1961 · 1962 · 1963 · 1964 · 1965 · 1966 · 1967 · 1968 · 1969 · 1970 · 1971 · 1972 · 1973 · 1974 · 1975 · 1976 · 1977 · 1978 · 1979 · 1980 · 1981 · 1982 · 1983 · 1984 · 1985 · 1986 · 1987 · 1988 · 1989 · 1990 · 1991 · 1992 · 1993 · 1994 · 1995 · 1996 · 1997 · 1998 · 1999 · 2000 · 2001 · 2002 · 2003 · 2004 · 2005 · 2006 · 2007 · 2008 · 2009 · 2010 · 2011 · 2012 · 2013 · 2014 · 2015 · 2016 · 2017 · 2018 · 2019 · 2020 · 2021 · 2022 · 2023 · 2024 · 2025
Lijst van beklimmingen